# Anthony de Francisci
Anthony de Francisci, né le 13 juillet 1887 à Palerme et mort le 20 août 1964 à Manhattan, est un sculpteur italo-américain qui a conçu un certain nombre de pièces de monnaie et de médailles des États-Unis. Son dessin le plus célèbre est le dollar Peace, qui a été frappé pour la première fois en 1921.

## Jeunesse
De Francisci a immigré aux États-Unis en 1905 et a été naturalisé américain en 1913. Il était le fils de Benedetto de Francisci et de Maria Liberante et était marié à Mary Teresa Cafarelli. De Francisci a étudié sous la direction de très bons concepteurs de pièces : James Earle Fraser, Hermon Atkins MacNeil et Adolph Weinman.

## Carrière
De Francisci a été académicien de la National Academy of Design et membre de l'Association nationale de sculpteurs (en).

## Œuvres

### DollarPeace

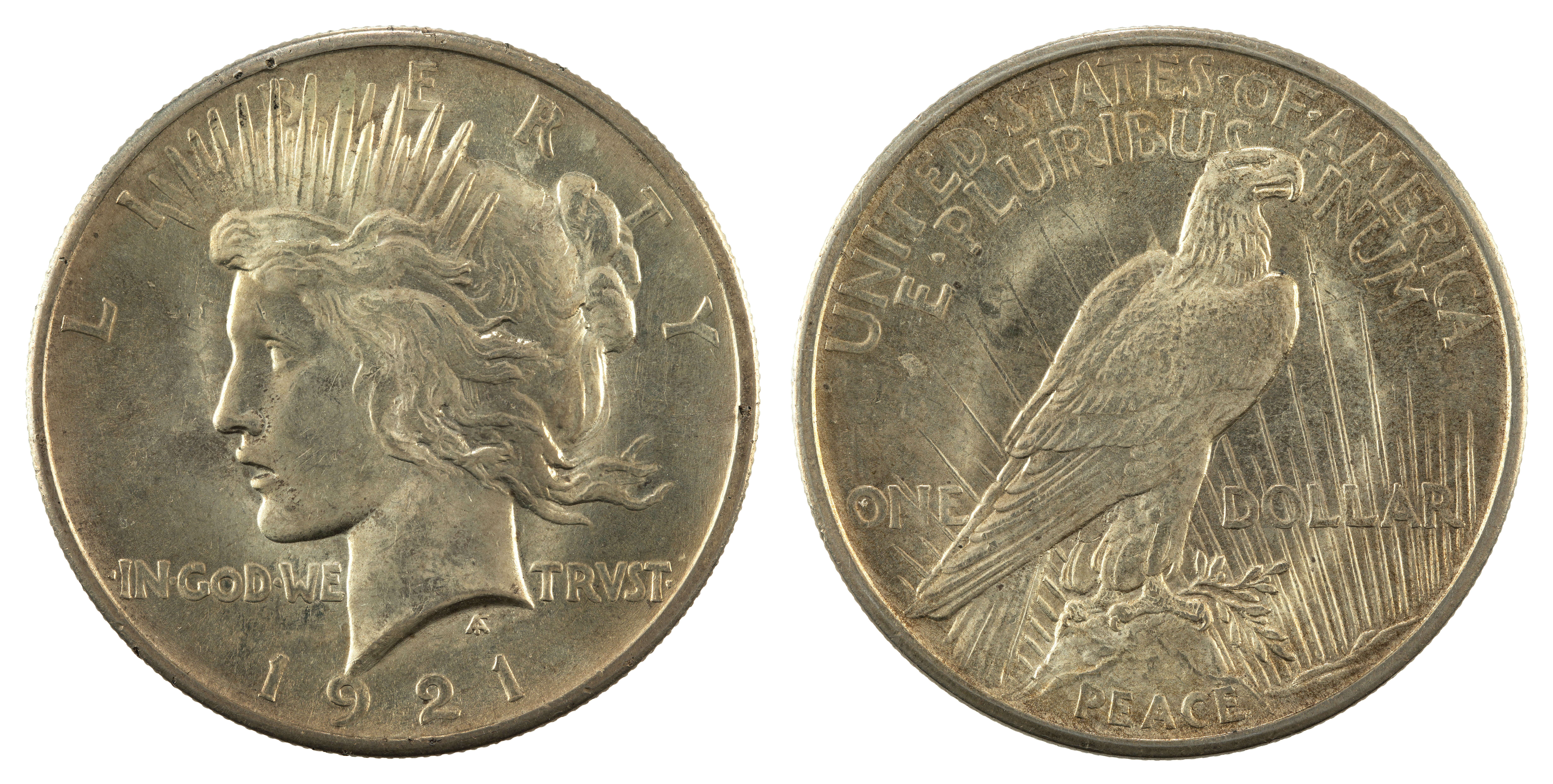
Le dollar Peace, frappé pour la première fois en 1921.

Insigne du Bureau de la Garde nationale conçu par de Francisci, 1921.

À la fin de l'année 1921, la Commission des beaux-arts des États-Unis a organisé un concours pour la conception d'un nouveau dollar en argent et a invité huit sculpteurs éminents à participer. Plusieurs des participants avaient déjà conçu des pièces de monnaie américaines et acquis une grande renommée. Bien qu'étant le plus jeune participant et un concepteur de pièces novice, de Francisci a remporté le concours et est reparti avec le prix en espèces de 1 500 dollars. À propos de cet événement, l'édition du 20 décembre 1920 du Baltimore Sun rapportait que « huit médailleurs, tous de New York, étaient en compétition pour le prix. Les dessins en bas-relief ont été exposés en privé dans le bureau du directeur de la Monnaie Raymond T. Baker, après qu'il a montré le dessin gagnant au président Harding. Le président a exprimé son plaisir et son approbation ». Le fait de devenir le concepteur du dollar Peace et de bénéficier d'une publicité considérable à la suite de cet accomplissement a considérablement renforcé la réputation de de Francisci, faisant passer sa carrière à un tout autre niveau.
De Francisci a utilisé sa femme, Teresa de Francisci (en), comme modèle pour la tête de la Liberté du dollar. Interrogé sur sa conception, de Francisci a déclaré à un chroniqueur de journal que le portrait n'était pas une photographie de madame de Francisci, mais un visage composite qui représentait quelque chose de l'Amérique. De Francisci a également déclaré à propos de la conception du dollar que son objectif était de capturer l'esprit du pays, sa rapidité intellectuelle, sa vigueur et sa vitalité,.

### Autres œuvres
De Francisci a sculpté le demi-dollar commémoratif du centenaire du Maine en 1920. Il a également conçu le bouton de revers pour service honorable de la Seconde Guerre mondiale, officieusement connu sous le nom de canard déchiré« ruptured duck » (canard déchiré). Ce bouton était destiné à être porté comme épingle de revers sur les vêtements civils en reconnaissance du service militaire. Cependant, l'armée e l'a pas émis. Il pouvait être acheté par des particuliers. Il a modelé les hauts-reliefs en bronze de la base du tambour du mât du sesquicentenaire érigé à Union Square, New York, en 1924 et inauguré le 4 juillet 1926, pour marquer le 150e anniversaire de la signature de la Déclaration d'indépendance. L'architecte du projet était Perry Coke Smith. En partant de l'arrière, les effets de la liberté, rendus par la marche du progrès dans les arts, l'artisanat et les sciences de la civilisation, sont représentés par des figures qui se dirigent vers la Déclaration d'Indépendance reproduite sur une tablette au centre avant, tandis qu'à droite, les effets de la tyrannie, dans laquelle l'humanité en fuite tend avidement la main vers elle,,.
Selon sa femme, de Francisci admirait beaucoup Abraham Lincoln et a fait figurer le président assassiné sur plusieurs de ses œuvres personnelles. Il a conçu une médaille Lincoln pour le Hall of Fame for Great Americans à New York. En outre, il a conçu la médaille inaugurale de l'exposition universelle de New York de 1964-1965.

## Mort
De Francisci a été enterré au cimetière Saint Raymond dans le Bronx, New York.